# Vieillissement démographique

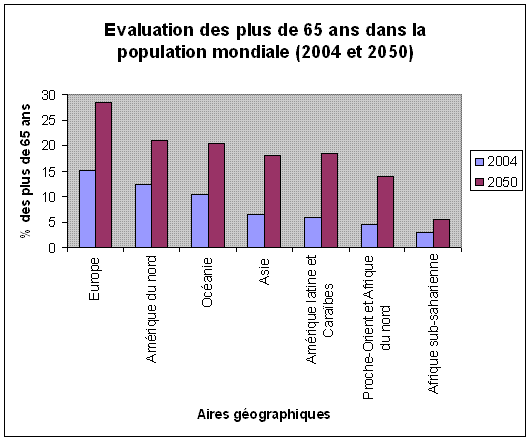
Évaluation de la part des plus de 65 ans dans la population mondiale.

Le vieillissement démographique est la situation dans laquelle se trouve une société dont l'âge moyen ou le pourcentage de personnes âgées dans la population croît. On associe souvent à tort le phénomène du «vieillissement» uniquement aux pays développés à faible fécondité, mais presque tous les pays sont affectés, car il suffit d'un allongement de l'espérance de vie ou d'une diminution de la fécondité pour qu'il y ait vieillissement démographique.
Le vieillissement démographique a pour effet d'augmenter le rapport de dépendance démographique.
Le vieillissement démographique a un impact très important sur les régimes de financement des retraites dans les pays utilisant un système de répartition, puisqu'il y a proportionnellement moins d'actifs pour financer les retraites. Il a aussi un impact sur les régimes d'assurance maladie, car les soins médicaux sont plus coûteux pour les personnes âgées.
Pour résoudre le problème du financement des retraites, les assemblées allemandes ont choisi d'élever l'âge légal du départ à la retraite de 65 à 67 ans entre 2012 et 2029.

## Facteur du vieillissement
Le vieillissement démographique est causé par deux facteurs principaux : la fécondité (faculté à se reproduire) et la mortalité. Lorsqu’une variation se produit chez l’un des facteurs, cette variation affecte la population. Le vieillissement est donc la conséquence de l’évolution des facteurs, mais observée sur une population précise. Ils varient selon le pays ou la région du monde.
Par exemple, en Europe, plus précisément en Allemagne, depuis 1971, le taux de fécondité se situe à environ 1.5 enfant par femme. De plus, l’espérance de vie aggrave la situation, car les personnes âgées vivent plus longtemps alors que les naissances baissent énormément, ce qui crée un déséquilibre. La France comme plusieurs pays d’Europe est touchée par le phénomène de vieillissement à cause de la fécondité. La proportion d'aînés a grimpé à 19,4% au 1er janvier 2017 tandis qu'elle était de 12,8% de personnes âgées de 65 ans ou plus en 1986. Tout comme l’Allemagne l’espérance de vie augmente en France et accentue le vieillissement.  Dans la globalité de l’Europe, la fécondité est généralement basse avec 1,35 à 1,9 enfant par femme dans les pays européens en 2017.
En Amérique, il y a également un déclin au niveau des naissances. Par exemple au Canada, la proportion des aînés est de 17,2% et le taux de fécondité est de 1,47 naissance par femme en 2019, ce qui est similaire aux pays européens.
En Asie de l’Est, la fécondité est également en baisse. Pour la Chine, les anciennes régulations du gouvernement chinois qui interdisait plus de 2 enfants par famille ont contribué à cette baisse. Même si les mesures ont été assouplies, le taux de fécondité reste bas à 1,7 enfant par femme en 2020.
En Afrique, puisque le taux de fécondité moyen est de 4.5 enfants par femme, la fécondité n’est pas la cause du vieillissement de la population, mais plutôt de la mortalité. Pour préciser, le taux de mortalité infantile dans l'Afrique subsaharienne est très élevé, en 2015 environ 1 enfant sur 12 meurt avant ses 5 ans dans cette région du monde.

## Enjeux et prospective
De nombreuses collectivités (pays, groupes de pays, communes ou groupements de communes, régions, départements, entreprises, associations, etc.) font des études prospectives pour estimer quelles seront les conséquences sociales, économiques, culturelles ou politiques du vieillissement moyen de la population, quels seront les besoins en gérontologie, maisons de retraite, services aux personnes âgées, etc.
À titre d'exemple en France, selon l’INED, alors qu'en 2004, 22% de la population avait 60 ans ou plus, ce taux atteindra probablement 45% en 2040 mais des régions très jeunes où le «vieillissement» était en 2004 moindre qu'ailleurs (les enfants sont plus nombreux dans le Nord-Pas-de-Calais, et on y vit moins longtemps qu'ailleurs, en particulier dans le bassin minier, ce qui peut avoir des conséquences différenciées pour les territoires) vont probablement connaître un pic décalé dans le temps. Le papy-boom devrait y être plus important qu'ailleurs (plus que doublement des plus de 60 ans par rapport à 2004, et quadruplement des plus de 85 ans). Le prospectiviste doit aussi tenir compte de divers éléments contextuels : par exemple, la durée moyenne de vie est actuellement plus courte dans cette région, mais en 2040, selon les modèles de Météo France, la température (comme dans le Cotentin) devrait y être plus clémente. Cependant d'autres modèles, éco-épidémiologiques, laissent penser que le risque d'épidémie est statistiquement plus élevé dans cette région qu'ailleurs. Il est également possible qu'un nombre significatif de retraités change de région ou se déplace au sein d'une région à la fin de leur vie salariée ou lorsqu'ils deviendront dépendants. La prospective démographique du vieillissement comporte donc toujours des marges importantes d'incertitude.
Des enjeux d'adaptation de l'environnement matériel des personnes âgées existent aussi pour limiter les risques d'isolement, de chute, de précarité énergétique, etc. Par exemple en France en 2014, selon la Caisse nationale d'assurance vieillesse et l’Agence nationale de l'habitat (qui subventionne certains travaux de réhabilitation ou adaptations de logements; avec vers 2010 environ 58% des propriétaires éligibles aux aides de l’Anah ayant 60 ans et plus, 32% ayant 75 ans et plus), une majorité de français exprime le désir de passer leur retraite, voire de finir leurs jours à leur domicile, mais seuls 6% des domiciles sont adaptés aux personnes en perte d’autonomie. 80 000 logements devraient être mis en conformité avant 2017 selon un engagement du Président de la République et le projet de loi d’adaptation de la société au vieillissement de 2014, projet proposant aussi de cadrer et développer les services de téléassistance à domicile.

### Surestimation des coûts socio-économiques du vieillissement?
Une équipe scientifique groupant des européens et américains, dans la revue Science (2010/09/10), conclut que le poids socio-économique du vieillissement de la population dans les pays industrialisés a été exagéré en se basant sur une évaluation des coûts des différents degrés de handicap et en tenant compte de la longévité croissante de la population. Ceci est dû au fait qu’on reste dans les pays riches en bonne santé plus longtemps. Les évaluations antérieures basées sur une morbidité ou le début d’invalidité, associée à un âge fixe sont trompeuses. Ces facteurs invitent à réétalonner certaines mesures ou données associées à l'âge.

### Implication des municipalités
La croissance anticipée des besoins suscite des interrogations sur la capacité des États à répondre à ces besoins, ce qui les amène à mettre en place et à modifier certains programmes, particulièrement depuis le début des années 2000, qui a été marqué par la notion de « vieillissement actif » de l’Organisation mondiale de la santé. L’OMS propose également aux États de mettre sur pied un programme afin d’amener les municipalités à accorder plus de place aux défis du vieillissement (appelé Villes amies des aînés) dans différents domaines comme la sécurité, le transport, les résidences réservées aux personnes âgées, les services et équipements municipaux, etc. Le palier municipal pourrait mieux répondre aux besoins des différentes populations qui résident sur son territoire.

### Agentivité et inégalités
La prise en charge des risques liés à la vieillesse par les États suscite un questionnement sur le pouvoir qu'ont les aînés sur leur propre vieillissement. Les discours qui mettent l’accent sur le vieillissement réussi et actif sous-entendent que les personnes ont la capacité de construire leur vieillesse comme un «projet». Mais ceux qui n’ont pas été acteurs de leur trajectoire de vie – différents éléments peuvent jouer, notamment la classe sociale et l’éducation – risquent d'avoir bien du mal à s’approprier leur retraite et leur vieillesse. Au Canada, les ressources des municipalités proviennent surtout des taxes foncières. Les personnes âgées qui sont riches et en bonne santé vivent le plus souvent dans les villes offrant beaucoup de services, alors que les plus pauvres se retrouvent dans des milieux moins bien pourvus en ressources. Les personnes âgées pauvres se retrouvent donc encore plus défavorisées. De plus, les résidences privées, lieux qui offrent souvent l’accès à plusieurs ressources normalement situées à l’extérieur du foyer et favorisant la santé et l'inclusion sociale des gens (i.e. pharmacie, activités organisées), reproduisent encore ces inégalités liées aux ressources financières des personnes du fait qu'elles sont privées.